# Lion Hirth
Lion Hirth (* 11. April 1985 in München) ist ein deutscher Energieökonom. Er ist Professor für Energiepolitik an der Hertie School in Berlin und Geschäftsführer des energiewirtschaftlichen Beratungsunternehmens Neon.

## Leben
Hirth studierte Volkswirtschaftslehre und Politikwissenschaft an der Universität Tübingen und schrieb seine Diplom- und Magisterarbeit am Potsdam-Institut für Klimafolgenforschung und war Mitglied im Studienkolleg zu Berlin. Parallel zu einer Anstellung bei Vattenfall wurde er bei Ottmar Edenhofer an der TU Berlin promoviert (summa cum laude). Nach einem Postdoc am Mercator-Institut folgte er 2017 einem Ruf an die Hertie School, wo er seit 2021 gemeinsam mit Christian Flachsland am Centre for Sustainability arbeitet.
Daneben ist er seit 2014 Geschäftsführer des von ihm gegründeten energiewirtschaftlichen Beratungsunternehmens Neon Neue Energieökonomik GmbH. 2010 gründete er das Netzwerk Strommarkttreffen, das er seitdem leitet. 2014 gehörte er zu den Gründern der Open Energy Modelling Initiative.

## Forschung
Hirth arbeitet zur Ökonomie von Wind- und Solarenergie, insbesondere dem Rückgang des Marktwerts von Wind- und Solarstrom und den Kosten der Integration von erneuerbaren Energien in das Stromsystem. Außerdem arbeitet er zum Strommarktdesign, insbesondere dem Regelenergiemarkt und dem Redispatch. Hirth betreibt das Open-Source-Strommarktmodell „European Electricity Model“ (EMMA) und publiziert zu Open Data und offener Energiesystemmodellierung.
Neben seiner akademischen Tätigkeit berät Lion Hirth das deutsche Bundeswirtschaftsministerium sowie andere deutsche und europäische Institutionen und Unternehmen zu den genannten Themen.

## Publikationen
- Liste der wissenschaftlichen Veröffentlichungen von Lion Hirth auf Neon.energy und Google Scholar.

### Begutachtete Publikationen (Auswahl)
- The Market Value of Variable Renewables: The effect of solar wind power variability on their relative price, Energy Economics, 2013, doi:10.1016/j.eneco.2013.02.004
- Integration Costs Revisited – An economic framework of wind and solar variability, Renewable Energy, 2015 (mit Falko Ueckerdt & Ottmar Edenhofer), doi:10.1016/j.renene.2014.08.065
- Balancing Power and Variable Renewables: Three Links, Renewable & Sustainable Energy Reviews, 2015 (mit Inka Ziegenhagen), doi:10.1016/j.rser.2015.04.180
- System-friendly Wind Power, Energy Economics, 2016 (mit Simon Müller), doi:10.1016/j.eneco.2016.02.016
- The benefits of flexibility: The value of wind energy with hydropower, Applied Energy, 2016, doi:10.1016/j.apenergy.2016.07.039
- What caused the drop of European electricity prices? A factor decomposition analysis, The Energy Journal, 2018, doi:10.5547/01956574.39.1.lhir
- The ENTSO-E Transparency Platform. An assessment of Europe’s most ambitious electricity data platform, Applied Energy, 2018 (mit Jonathan Mühlenpfordt & Marisa Bulkeley), doi:10.1016/j.apenergy.2018.04.048
- Open Data for Electricity Modeling: Legal Aspects, Energy Strategy Reviews, 2020, doi:10.1016/j.esr.2019.100433

### Studien (Auswahl)
- Neon & Consentec (2019): Kosten- oder Marktbasiert? Zukünftige Redispatch-Beschaffung in Deutschland, Bericht für das Bundesministerium für Wirtschaft und Energie
- Neon (2018): Open Data for Electricity Modeling, Bericht für das Bundesministerium für Wirtschaft und Energie
- Neon & Consentec (2018): Nodale und zonale Strompreissysteme im Vergleich, Bericht für das Bundesministerium für Wirtschaft und Energie
- VVA, Copenhagen Economics, Neon & Deloitte (2018): Study on the quality of electricity market data, Bericht für die EU-Kommission